# Степна пъструшка
Степните пъструшки (Lagurus lagurus) са вид дребни бозайници от семейство Хомякови (Cricetidae).
Разпространени са в степните и полупустинни области на Източна Европа и Централна Азия от Днепър на запад до Алтай и Джунгария на изток. Достигат дължина 12 cm и маса 30 g, а на цвят са кафеникавосиви с черна ивица по гърба. Образуват колонии, които изграждат сложни системи от подземни тунели. Хранят се със семена и други части на растения.